# Bataille du lac Poyang
La bataille navale du lac Poyang (鄱陽湖之戰) a lieu entre le 30 août et le 4 octobre 1363 et est l'une des batailles finales menant à la chute des Mongols de la dynastie Yuan. À cette époque de nombreux groupes rebelles tentent de renverser la dynastie régnante, parmi lesquels les plus puissants sont les Ming, les Han et les Wu.
La marine Ming, dirigée par Zhu Yuanzhang, rencontre la marine Han, commandée par Chen Youliang, dans la province du Jiangxi sur le lac Poyang, la plus grande étendue d'eau douce en Chine.

## Contexte
La bataille du lac Poyang est un siège amphibie par les Han contre la ville de Nanchang, tenue par les Ming. Les descriptions de l'époque semblent indiquer l'utilisation de lóuchuán (楼船), qui sont essentiellement des forteresses flottantes, très grandes et fortes, mais relativement lentes et nécessitant des eaux profondes pour naviguer ,.
Nanchang se défend par elle-même assez bien contre le siège, la grande hauteur des murs de la ville ne donnant pas un avantage significatif aux louchuan. Les assauts terrestres sont quant à eux repoussés à plusieurs reprises. Un messager Ming réussit à forcer le blocage de la flotte Han, afin de demander l'aide à Zhu Yuanzhang. La plupart des forces Ming, en particulier sa marine, sont à ce moment utilisées pour combattre Zhang Shicheng du royaume de Wu. Zhu parvient néanmoins à venir avec les forces qu'il arrive à rassembler. Ces navires sont en moyenne plus petits que les navires Han, ce qui leur donne un désavantage en termes de taille et de puissance, mais un avantage sur la vitesse, la manœuvrabilité et la viabilité en eaux peu profondes. Le soleil d'été a déjà fait baisser le niveau du lac, augmentant ainsi l'avantage des Ming. Les navires naviguent pendant neuf jours pour rallier Nanchang depuis la capitale Zhu de Nankin, capturant la ville de Hukuo sur la route, le 25 août.
Le temps que la flotte arrive, Chen Youliang, le commandant Han, réalise que Nanchang ne va pas se rendre rapidement et reporte donc son attention pour battre la flotte Ming en approche. Conscient que sa flotte est plus adaptée à un siège qu'à un combat naval, il espère finir la bataille rapidement avant que le niveau des eaux ne devienne critique.
Au cours de la bataille, des armes à feu ont été utilisées.

## Déroulement de la bataille
La flotte Ming se divise par elle-même en onze escadrons, avec les navires les plus puissants au centre. Dans le même temps, des soldats Ming débarquent pour soutenir la garnison de Nanchang. Après l'arrivée de la flotte Ming, les deux flottes en opposition jettent les ancres pour la nuit. Le combat ne débute que le matin suivant, le 30 août.
La majeure partie de la flotte Ming procède à un assaut frontal sur les navires Han, pendant que d'autres escadrons se positionnent pour effectuer des tirs de trébuchets, brûlots et autres projectiles explosifs. Ils parviennent à éliminer plus de vingt navires adverses, mais leur navire amiral est enflammé par les Han. Zhu Yuanzhang se précipite pour éteindre les flammes alors que les Han concentrent leur attaque sur ce seul bateau. La situation s'aggrave rapidement lorsque le bateau percute un banc de sable et se retrouve coincé. Les Han tournent autour et continuent à attaquer. Toutefois, le reste de la flotte Ming arrive rapidement au secours de leur commandant et les vagues générées par les mouvements rapides des navires finissent par libérer le vaisseau amiral.
Les navires les plus légers et petits des Ming sont repoussés à plusieurs reprises durant la bataille, alors qu'ils tentent d'encercler les Han ou de les aborder. Les Han restent intentionnellement en eaux profondes et ne tentent pas d'aborder les navires Ming.
Cette nuit, les navires Ming sont envoyés en aval un court moment pour se faire réparer et pour se regrouper. Les plans de Zhu ont échoué, mais la bataille n'est pas encore terminée. Le jour suivant, les Ming découvrent que les Han ont réarrangé leur flotte en une ligne solide de navires fortifiés, avec leurs plus petits navires positionnés sur les bords de la formation. Leurs navires sont liés ensemble par des chaînes.
Le principal mouvement de ce jour (31 août) est la création et le lancement de navires incendiaires par les Ming. De petits radeaux et bateaux de pêche sont chargés avec des ballots de paille et de la poudre à canon, enflammés puis lancés vers les navires ennemis. Des mannequins avec des armures et des armes sont également placés sur les navires afin d'augmenter la confusion chez l'ennemi. À la faveur d'un vent favorable et de la formation resserrée de la flotte Han, les navires incendiaires sont un succès et de nombreux navires Han sont détruits ou fortement endommagés.
Après une journée complète à réparer leurs navires, les deux flottes engagent à nouveau le combat le 2 septembre. Voyant les conséquences de sa formation resserrée, Chen Youliang tente de mettre en place une formation plus ouverte. Mais cela permet juste aux Ming d'exécuter au mieux leur stratégie d'amorçages et d'abordages.
À ce moment, Zhu Yuanzhang est informé que les troupes au sol ont réussi à briser le siège de Nanchang. La flotte Ming commence alors à se retirer vers la confluence du fleuve Yangtze et de la rivière Gan. Toutefois, au lieu de se retirer complètement les Ming continuent de bloquer et surveiller pendant un mois la flotte Han. Aucun des commandants ne souhaitant une guerre d'usure, ce mois ne sera troublé que par quelques escarmouches.
Le 4 octobre, la fin de la bataille se joue. Les Ming utilisent à nouveau des navires incendiaires. Lors de cet ultime combat, Chen Youliang reçoit une flèche et décède. Les Han se rendent donc peu de temps après.

## Conséquences
Chen Youliang est détrôné au profit de son fils, Chen Li, qui s'enfuit vers Zhu.
La victoire Ming cimente leur position en tant que groupe rebelle majeur, qui prendra le pouvoir une fois la dynastie Yuan terminée. Lorsque cela se produit cinq ans plus tard, Zhu Yuanzhang devient le premier empereur de la dynastie Ming sous le nom de règne de Ming Hongwu.

## Dans la culture

### Jeu vidéo
- La bataille est jouable dans Age of Empires II: DE.

## Aller plus loin
- Hok-lam Chan, 'The Rise of Ming T'ai-tsu (1368–98): Facts and Fictions in Early Ming Official Historiography', Journal of the American Oriental Society, Vol. 95, No. 4 (Oct. - Dec., 1975), p. 703, citant TTSL, 13/165, abréviation pour (Ming) T'ai-tsu shih-lu (1418), ed. Yao Kuang-hsiao (1335-1418) et al., 257 chüan. Academia Sinica, Taipei 1962. (1.1.1.).
- Dreyer, Edward L., 'The Poyang Campaign of 1363: Inland Naval Warfare in the Founding of the Ming Dynasty', dans les éditions Kierman, Frank A., and Fairbank, John K. (eds.), Chinese Ways in Warfare (Cambridge, MA., Harvard University Press, 1974).
- Turnbull, Stephen, 'Fighting Ships of the Far East (1): China and Southeast Asia 202 BC - AD 1419.' (Oxford: Osprey Publishing, 2002).
- Wakeman, Frederic, Jr., 'Voyages', American Historical Review, Vol. 98, No. 1 (Feb., 1993), p. 1–17.